# Super Magic Brothers
Super Magic Brothers là một câu lạc bộ bóng đá có trụ sở tại Victoria, Seychelles. Cho đến năm 2008, đội được gọi là Seychelles Marketing Board (tên của một công ty sản xuất chính phủ). Họ đã xuống hạng 2 vào tháng 11 năm 2009.

## Xuất hiện trong các cuộc thi CAF
- Cúp Liên đoàn CAF: 1 lần xuất hiện

2006   - Vòng sơ loại

## Đội hình hiện tại
| No. |            | Position | Player          |
| --- | ---------- | -------- | --------------- |
|     | Seychelles | FW       | Che Dorasamy    |
|     | Seychelles | FW       | Stephen Leon    |
|     | Seychelles | FW       | Terence Kilindo |